# Rundling

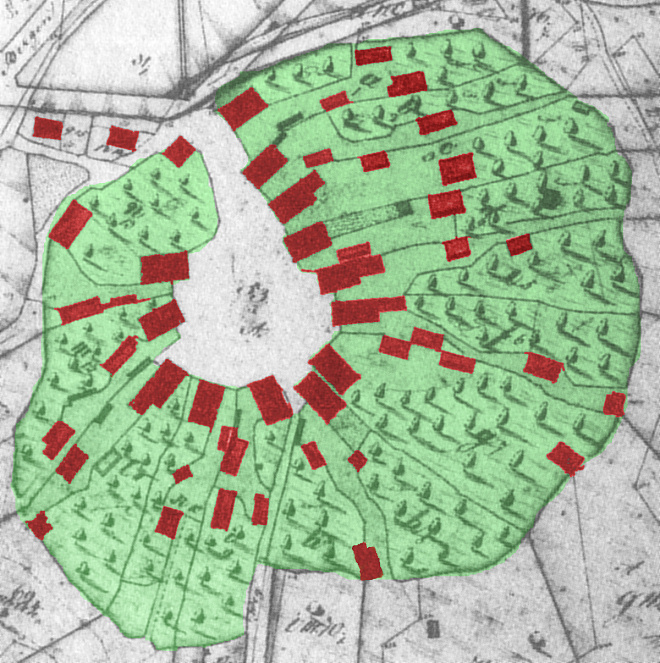
Grundriss des Rundlingsdorfes Köhlen im Wendland, 1830

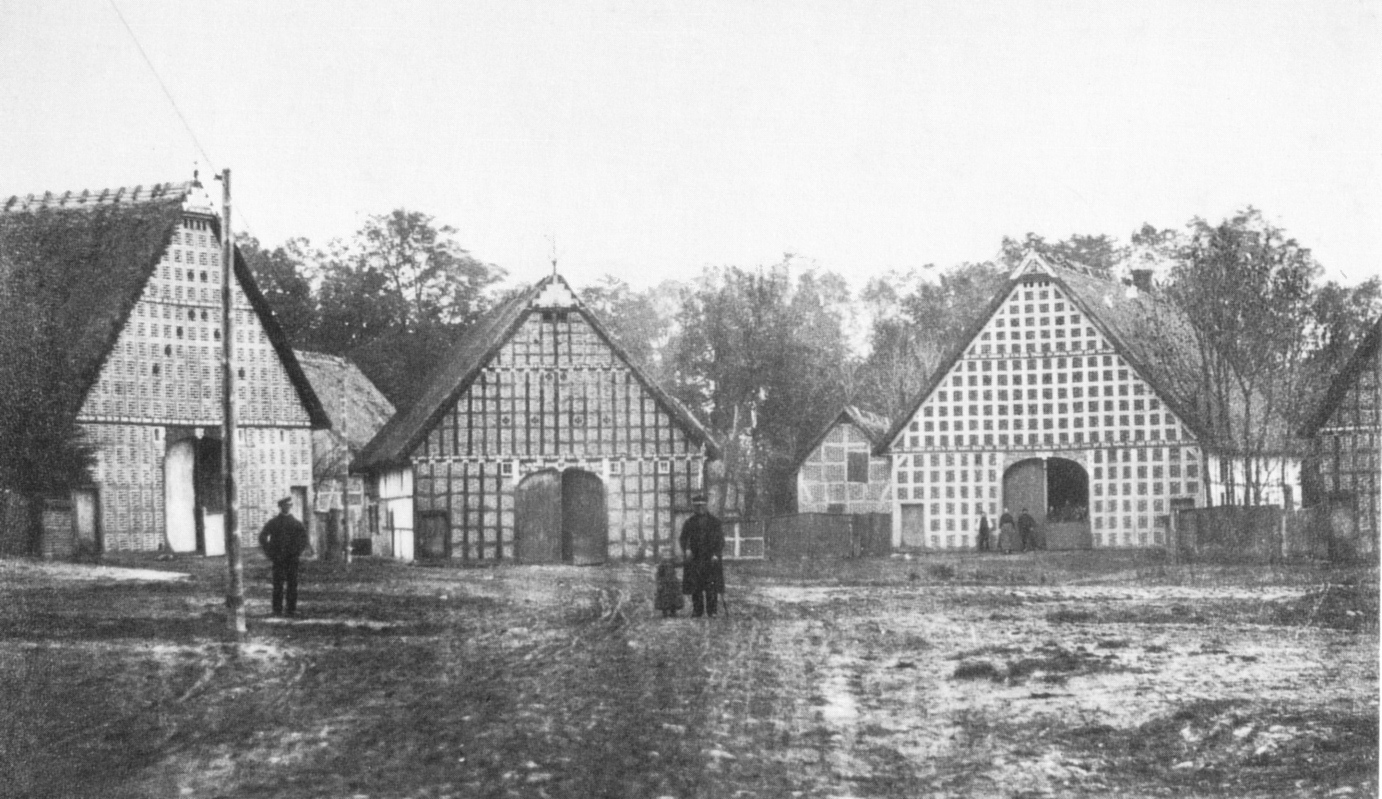
Gebäude um den Dorfplatz im Rundling Lensian im Wendland, 1865

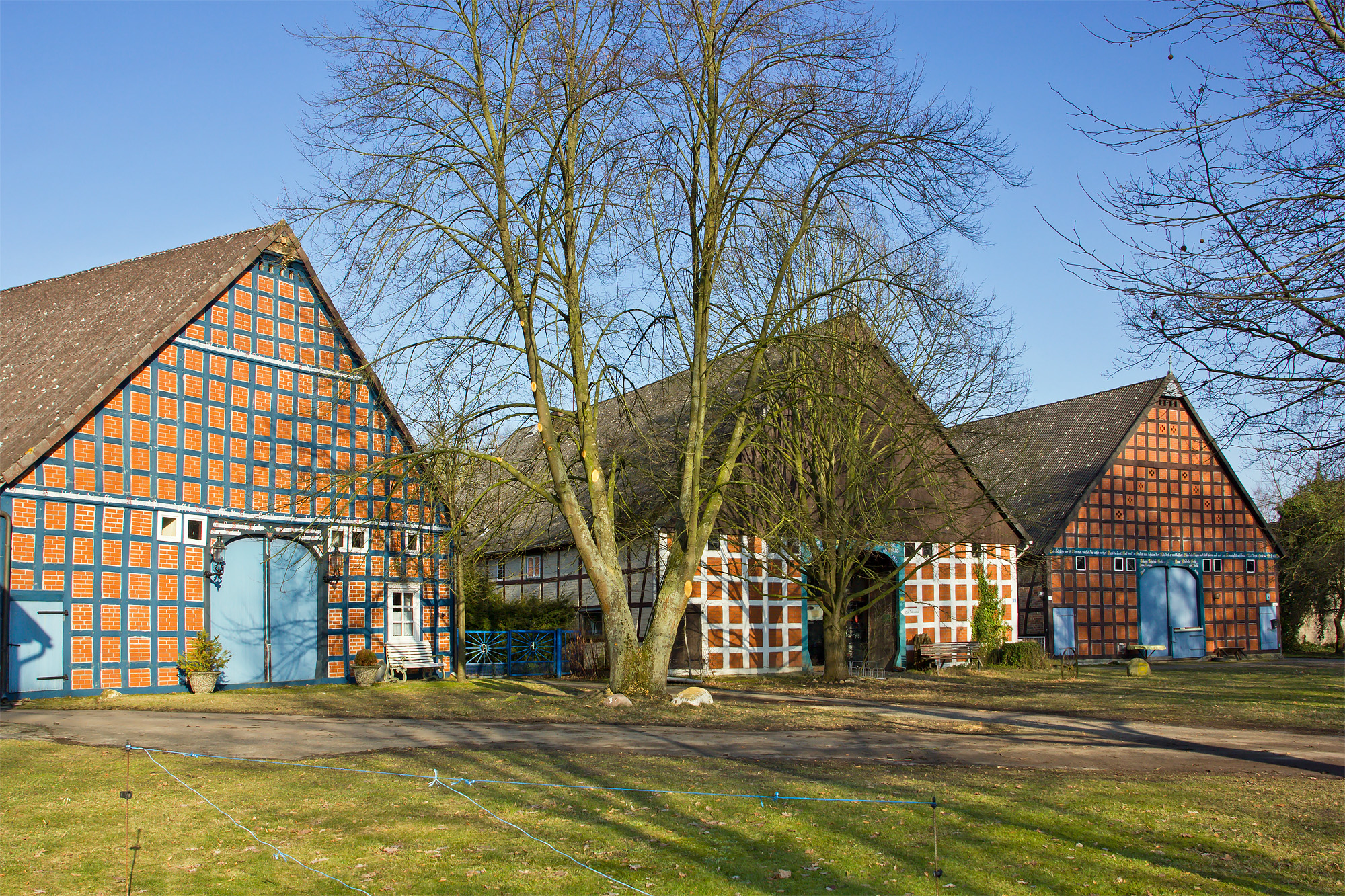
Gebäude um den Dorfplatz im Rundling Güstritz im Wendland, 2013

Ein Rundling (auch Runddorf, Rundlingsdorf) ist eine dörfliche Siedlungsform, in welcher in der Frühzeit des Landesausbaus zu deutschem Recht eine überwiegend slawische Bevölkerung von einem örtlichen Grundherrn in einem geplanten Vorgang angesiedelt oder neu zusammengefasst wurde, wobei die Höfe keil- oder sektorenförmig um einen runden oder ovalen Platz gruppiert sind, der bei der Anlage nur über einen Zugang verfügte.
Die Verbreitung des Rundlings beschränkt sich auf einen Streifen zwischen Ostsee und Erzgebirge, der in einer mittelalterlichen Kontaktzone zwischen Deutschen und Slawen verläuft. Innerhalb dieses Verbreitungsgebietes haben sich die Rundlinge im hannoverschen Wendland am besten erhalten.

## Lage
Rundlinge liegen jeweils an einer erhöhten Stelle nahe einer Niederung mit einem Gewässer. Die Zuwegung kommt von der erhöht und trocken gelegenen Ackerflur, die Sackgasse besteht in Richtung der feuchten Niederung mit Wiesenflächen.

## Beschreibung

Vereinfachtes Beispiel eines Rundlings mit einer Zuwegung

Der Rundling zeichnet sich dadurch aus, dass die Höfe des Dorfes sich keil- oder sektorenförmig um einen runden oder ovalen Platz gruppieren, der bei der Anlage nur über eine Zuwegung verfügte.
Bei der Gebäudeform gab es kein typisches Rundlingshaus. In Rundlingen können grundsätzlich alle traditionellen dörflichen Hausformen angetroffen werden. Vorherrschend ist jedoch das Hallenhaus in Giebelstellung.
Aufgrund der Nähe zur Niederung findet sich innerhalb des Rundlings kein Dorfteich. Auch Kirchen oder Kapellen sind für die Zeit der Anlage am Dorfplatz nicht belegt. Diese wurden später vor dem Dorf errichtet.
Es gibt unter den gewachsenen und geplanten bäuerlichen Siedlungsgebilden der europäischen Landschaften keine andere Dorfform, die eine derartige bauliche Geschlossenheit bietet. Die Ausrichtung aller Höfe mit dem Giebel der Hauptgebäude zum Dorfplatz hin ist der baulich bestimmende Ausdruck dieser bäuerlichen Siedlungsweise und Dorfkultur.

## Entstehung
Ein Rundling entstand aus zunächst wenigen, hufeisen- oder halbkreisförmig angeordneten Höfen, die durch Teilung oder Zusiedlung weiterer Gehöfte schließlich eine radiale Form ausbildeten. Dabei werden für die Gründungsphase zwischen drei und zehn Höfe angenommen. Die anschließende Bebauung der Lücken konnte sich über Jahrhunderte erstrecken. Mit dem fast vollständigen Kreisschluss, so dass als einzige Lücke nur noch die Zuwegung verblieb, war die weitere Entwicklungsmöglichkeit innerhalb des Rundlings erloschen. Wurden in einem solchen Fall entlang des Zufahrtsweges weitere Gehöfte angelegt, entstand ein Sackgassendorf.

### Entstehungszeit
Über die Entstehungszeit der meisten Rundlinge ist wenig bekannt. Die ältesten Rundlinge finden sich namentlich bereits in Urkunden des 9. Jahrhunderts im Ilmenaugebiet des Landkreises Uelzen erwähnt, also an der damaligen Westgrenze des slawischen Siedlungsgebietes. Im Wendland stammen die ersten Erwähnungen aus dem 11. und 12. Jahrhundert. Ob zu diesem Zeitpunkt bereits eine Rundlingsform ausgebildet war, ergibt sich aus den Urkundentexten nicht, ebenso wenig die genaue Siedlungsstelle. Großflächig erfolgt die erstmalige urkundliche Nennung von Rundlingen dann im 14. Jahrhundert, teilweise auch mit Hinweisen auf die Anlage in runder Form. Allgemein wird heute von einer Entstehung etwa ab dem Jahr 1150 ausgegangen. Hauptargument für diese Datierung ist das völlige Fehlen slawischer Scherbenfunde an den Standorten der Rundlinge. Die Rundlinge können also erst zu einem Zeitpunkt angelegt worden sein, als slawische Keramik nicht mehr benutzt wurde. Das war frühestens ab dem Wendenkreuzzug der Fall.

### Entstehungstheorien
Die besondere Form der Dörfer hat seit Mitte des 19. Jahrhunderts zu verschiedenen Thesen über deren Entstehung geführt, deren wissenschaftliche Diskussion noch nicht abgeschlossen ist.
Zunächst herrschte die Auffassung vor, der Rundling sei eine Siedlungsform der germanischen Frühzeit. Das erwies sich als ebenso wenig stichhaltig wie die Annahme, es handele sich um eine genuin slawische Siedlungsform. Nicht belegbar war auch die Annahme, es handele sich um eine innovative Siedlungsform der fränkischen Staatskolonisation des 9. Jahrhunderts. Aufgrund der Ergebnisse der Toponomastik, der Siedlungsforschung, der Archäologie und der Namensforschung besteht heute im Wesentlichen Einigkeit, dass der Rundling eine geplant angelegte Siedlungsform aus der Frühzeit des hochmittelalterlichen Landesausbaus ist. Weiter besteht Einigkeit, dass es sich bei den Bewohnern überwiegend um Slawen gehandelt hat. Umstritten ist, ob diese sich autonom, etwa in Ansehung der von deutschen Siedlern geübten Wirtschaftsweise, oder erst auf Veranlassung lokaler Grundherren zu dörflichen Gemeinschaften nach deutschem Recht zusammengeschlossen haben oder angesiedelt wurden. Die herrschende Meinung tendiert ganz klar zur letzteren Ansicht. Danach sind die Rundlinge unter sächsischer Herrschaft von Polaben angelegt worden, die ihre Siedlungen in den benachbarten Niederungen von Elbe und Jeetzel aufgrund steigender Wasserstände verlassen mussten. Demgegenüber hat sich die Vermutung einer Zwangsansiedlung kriegsgefangener Slawen durch die sächsischen Grafen nicht bestätigt.
Gänzlich ungeklärt ist nach wie vor der Zweck einer Ansiedlung in Rundform. Weder der Wehr- oder Kultplatzgedanke noch die Einordnung als Viehkral konnten bislang belegt werden. Auch die Ansprache als Modeerscheinung wird verworfen, weil die Anlageform aufgrund ihrer Endlichkeit ineffektiv ist. Anhand der Grabungsergebnisse von Dessau-Mosigkau und der Siedlung am Machnower Krummen Fenn wurde deshalb immer wieder diskutiert, ob der Rundling nicht doch auf den formenmäßigen Vorläufer eines slawischen Rundweilers zurückzuführen ist und vom Grundherrn zugestanden wurde.
Im Ergebnis wird deshalb heute davon ausgegangen, dass der Rundling infolge seines fast durchgängig slawischen Ortsnamens, der slawischen Herkunft des Namens der überwiegenden Zahl seiner Bewohner in den Namenslisten des 15. Jahrhunderts, des Fehlens slawischer Keramik aus Fundstellen in Rundlingen, der im Wendland noch bis ins 17. Jahrhundert gesprochenen polabischen Sprache und der Ausbildung einer auf Getreideproduktion ausgerichteten Flur um eine Siedlungsart handelt, die ab 1150 von örtlichen Grundherren zur Intensivierung der für sie lukrativen Getreideproduktion durch Zusammenfassung der zuvor in den Niederungen siedelnden slawischen Bewohner entstanden ist.

### Entwicklung

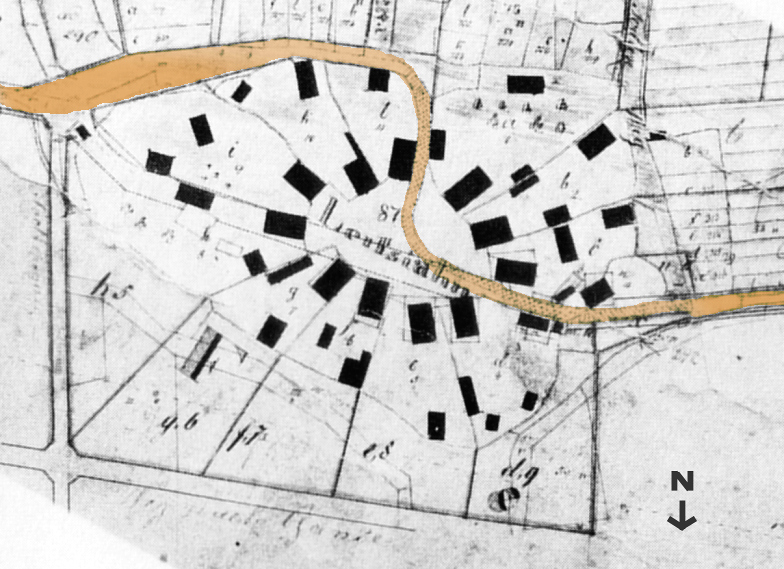
Lageplan von Lensian mit einer den Rundling durchschneidenden Straße (nachträglich eingefärbt), 1831

Die Entwicklung der Rundlinge nahm einen regional unterschiedlichen Verlauf. Während beispielsweise in Schleswig-Holstein bereits ab dem 13. Jahrhundert unter dem Eindruck einer zweiten Siedlungswelle eine starke Überformung eintrat, wurden die Rundlinge im Wendland weiter verdichtet. Die Bevölkerung der dortigen Rundlingsdörfer wuchs in Abhängigkeit von Bodengüte und Ertrag. Deshalb kam es in der fruchtbareren niederen Geest verhältnismäßig früh zu Nachsiedlungen und ehemals Halbrunde entwickelten sich zum Rundling, während sich in der hohen Geest mit leichten Böden die Halbrunden erhielten. Zu der Gruppe der ersten Siedler, der Vollhufner, kamen seit dem 14. Jahrhundert in den meisten Dörfern etwa einem Viertelhufner gleichgestellte Nachsiedler (Kossater) hinzu, deren Ansiedlung oft den Abschluss des Dorfplatzes in runder Form bewirkte. Die im 15. bis 17. Jahrhundert zu verfolgende Teilung der Vollhufen in Halb-, Drittel- und Viertelhufen führte dazu, dass zahlreiche Hauptgebäude auf die Hofplätze zurückgenommen werden mussten. Auch hierdurch konnten aus kleinen Halbrunden noch Rundlinge entstehen. Ebenfalls zu einer weiteren Verdichtung trugen im 15. bis 17. Jahrhundert erneute Nachsiedlungen durch Kossater sowie Brinksitzer, An- und Abbauer bei.
Demgegenüber führten mittelalterliche Wüstungsprozesse auch im Wendland zur völligen Aufgabe von Rundlingen. Auch hatten zahlreiche Brände der weichgedeckten Häuser meist verheerende Auswirkungen und führten zur Ausdünnung der engen Bebauung, in einigen Fällen auch zur teilweisen oder völligen Neuordnung der Siedlungsform.
In neuerer Zeit, aber auch schon in früheren Jahrhunderten, wurde der sackgassenartige Aufbau von Rundlingen durch den Straßenbau gestört. Dies geschah vielfach nach Bränden, wenn durch abgebrannte Gebäude Raum für Straßendurchbrüche war.

## Verbreitungsgebiet

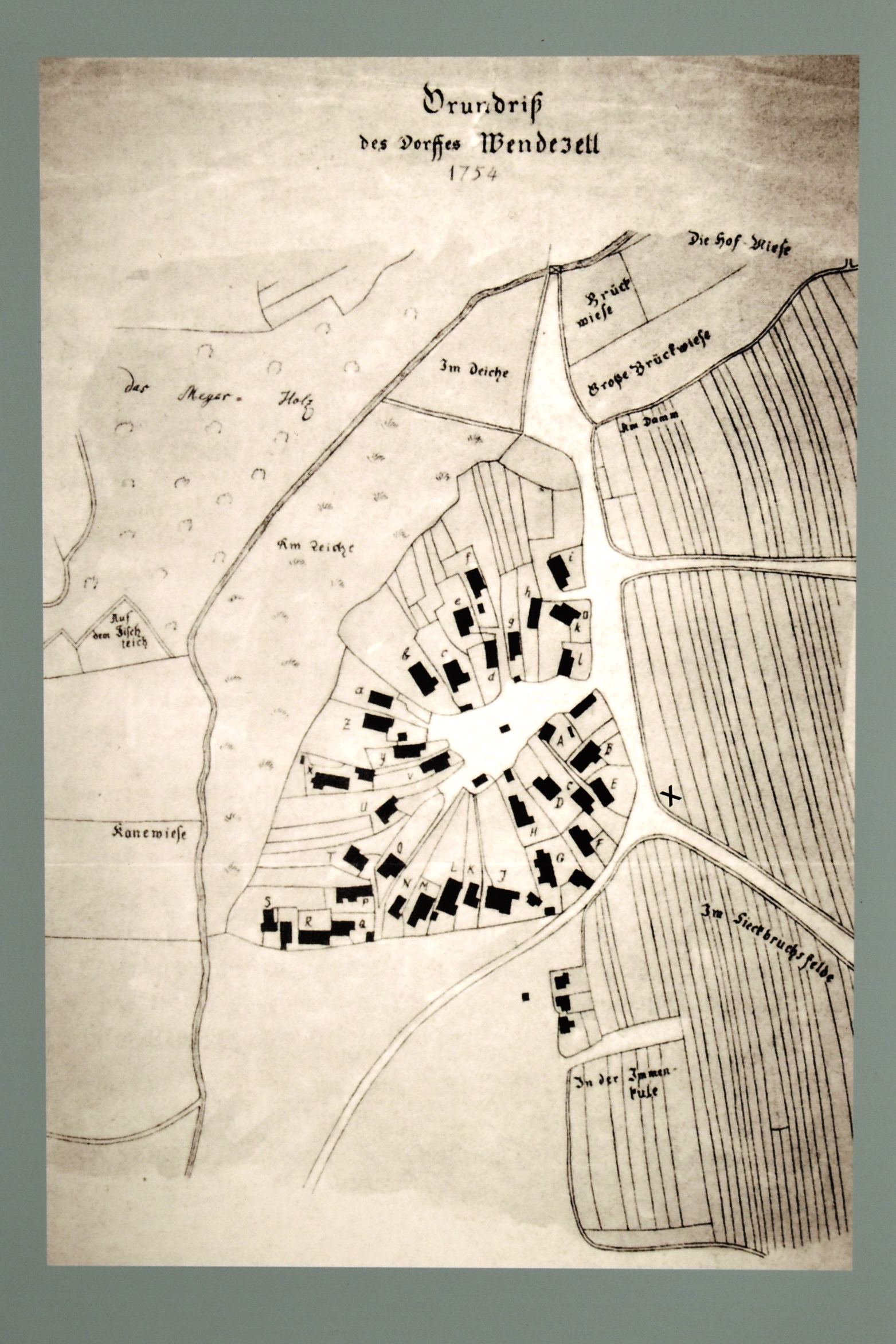
Grundriss des Dorfes Wendezell 1754 auf einer Informationstafel am Wendezeller Ring

Das Verbreitungsgebiet des Rundlings erstreckte sich im Mittelalter vom östlichen Schleswig-Holstein und Westmecklenburg entlang der östlichen Teile der Landkreise Lüneburg und Uelzen in den Landkreis Lüchow-Dannenberg (= hann. Wendland); weiterhin im Landkreis Gifhorn, in der Altmark, im nördlichen Thüringen bis nach Sachsen.
Heute finden sich gut erhaltene Rundlinge hauptsächlich im Hannoverschen Wendland und in den angrenzenden Gebieten der benachbarten Landkreise.
Das westlichste  Rundlingsdorf ist Wendezelle im Landkreis Peine.

### Rundlinge im Wendland
Der klassische Rundling im Wendland liegt abseits von großen Verkehrswegen und ist ursprünglich mit drei bis zehn keilförmigen Vollhofstellen sehr klein. Er hat üblicherweise nur einen einzigen Zugang. Die dicht nebeneinander stehenden niederdeutschen Hallenhäuser gruppieren sich um einen runden oder ovalen Dorfplatz, wobei die Wirtschaftsgiebel alle diesem Platz zugewandt sind.
Der heutige Landkreis Lüchow-Dannenberg ist ein nahezu geschlossenes Verbreitungsgebiet der Rundlinge, die fast alle slawischstämmige Ortsnamen tragen. In diesem Gebiet hat sich die Art der Dorfanlage gut erhalten. Ursache dafür ist zunächst die naturräumliche Abgrenzung dieses slawischen Siedlungsraumes, der vom sächsischen Gebiet durch den nur schwer zu überwindenden bewaldeten Höhenzug des Drawehn und von den deutsch besiedelten Gebieten der Altmark durch die sumpfige Landgrabenniederung getrennt wurde. Von ebenso großer Bedeutung dürfte zudem sein, dass das hannoversche Wendland nach dem 12. Jahrhundert von keinen weiteren Zuwanderungs- oder Umsiedlungswellen betroffen war, so dass die kleinteilige Struktur der Rundlinge nicht in andere, wirtschaftlichere Siedlungsformen umgewandelt werden musste. Die heutige Bausubstanz der Rundlingsdörfer, die aus dem 18. und 19. Jahrhundert stammt, hat sich weitgehend erhalten, weil das Wendland seit dem Mittelalter immer eine strukturschwache Region abseits der großen Handelswege war.

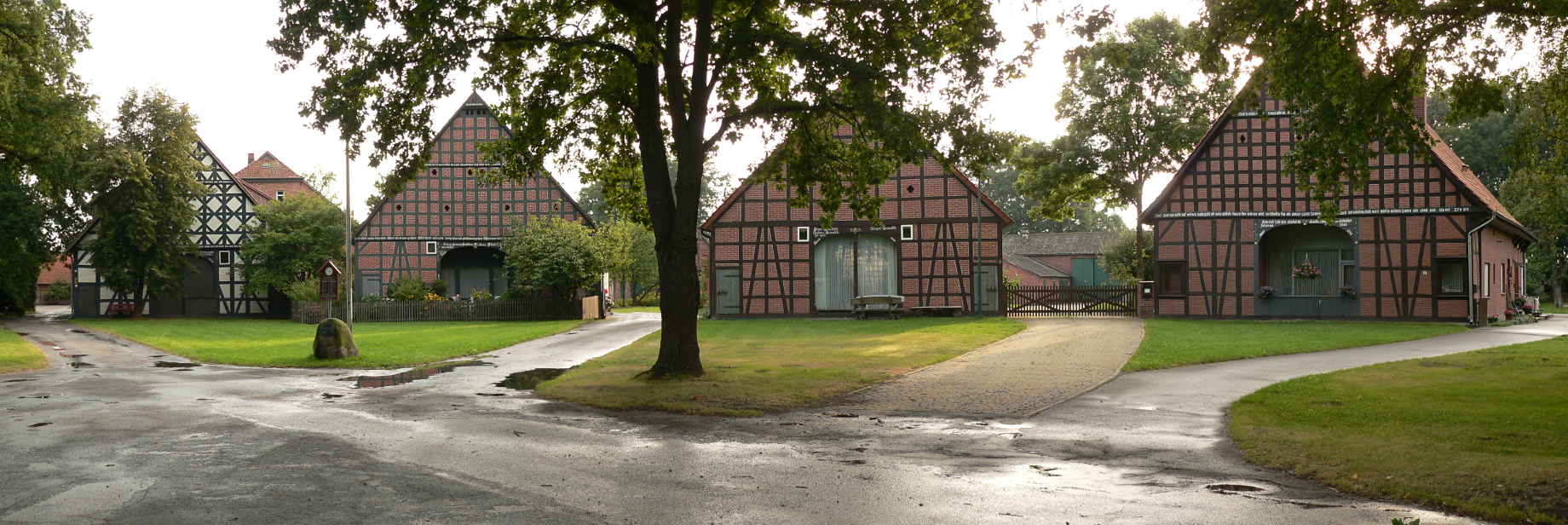
Dorfplatz von Schreyahn

Bisher konnte nicht nachgewiesen werden, dass im Wendland schon seit den ersten kolonisatorischen Vorgängen voll ausgebildete Rundlingsdörfer vorkamen. Bei der Ordnung der slawischen Kleinsiedlungen durch die deutsche Grundherrschaft scheinen vielfach kleine halbrunde sackgassenartige Anlagen entstanden zu sein. In ihnen wurden Slawen an- und umgesiedelt, später auch deutsche Zuwanderer angesetzt. Im gesamten deutsch-slawischen Grenzstreifen entwickelten sich aus ihnen Rundlinge, wenn der Anteil der slawischen Bevölkerung zur Zeit der deutschen Ostkolonisation größer war. Damit dürfte es sich um eine Siedlungsform der westslawischen Bevölkerung im heutigen östlichen Niedersachsen handeln.

#### Erscheinungsbild
Das heutige Erscheinungsbild der Rundlinge im Wendland ist nicht nur durch die Siedlungsform, sondern ebenfalls durch den Haustyp und seine Erhaltung geprägt. Die kulturhistorisch ansprechende, einmalig erhaltene Bausubstanz der heutigen Rundlinge entstand im Wesentlichen zwischen 1680 und 1890. Dies war die Zeit der großen Agrarreformen sowie der intensiven hausgewerblichen Leinwandherstellung. Nach dieser relativen wirtschaftlichen Blütezeit, in der sich ein verhältnismäßig wohlhabender Bauernstand entwickeln konnte, kam es nie wieder zu einer positiven Agrarkonjunktur im Wendland und das Ausbleiben neuer Bauphasen führte zum Erhalt der traditionellen vorindustriellen Siedlungs- und Bauformen.
Auf alten Karten finden sich um 1800 noch knapp 200 Rundlingsdörfer im Wendland. Heute ist diese Siedlungsform nur noch bei etwa 100 Dörfern im Wendland im Ortsbild ablesbar. Intakte und sehenswerte Rundlinge sind Bussau, Diahren, Loge, Lübeln, Meuchefitz, Prießeck, Satemin, Schreyahn und Thunpadel.

#### Engagement für die Erhaltung

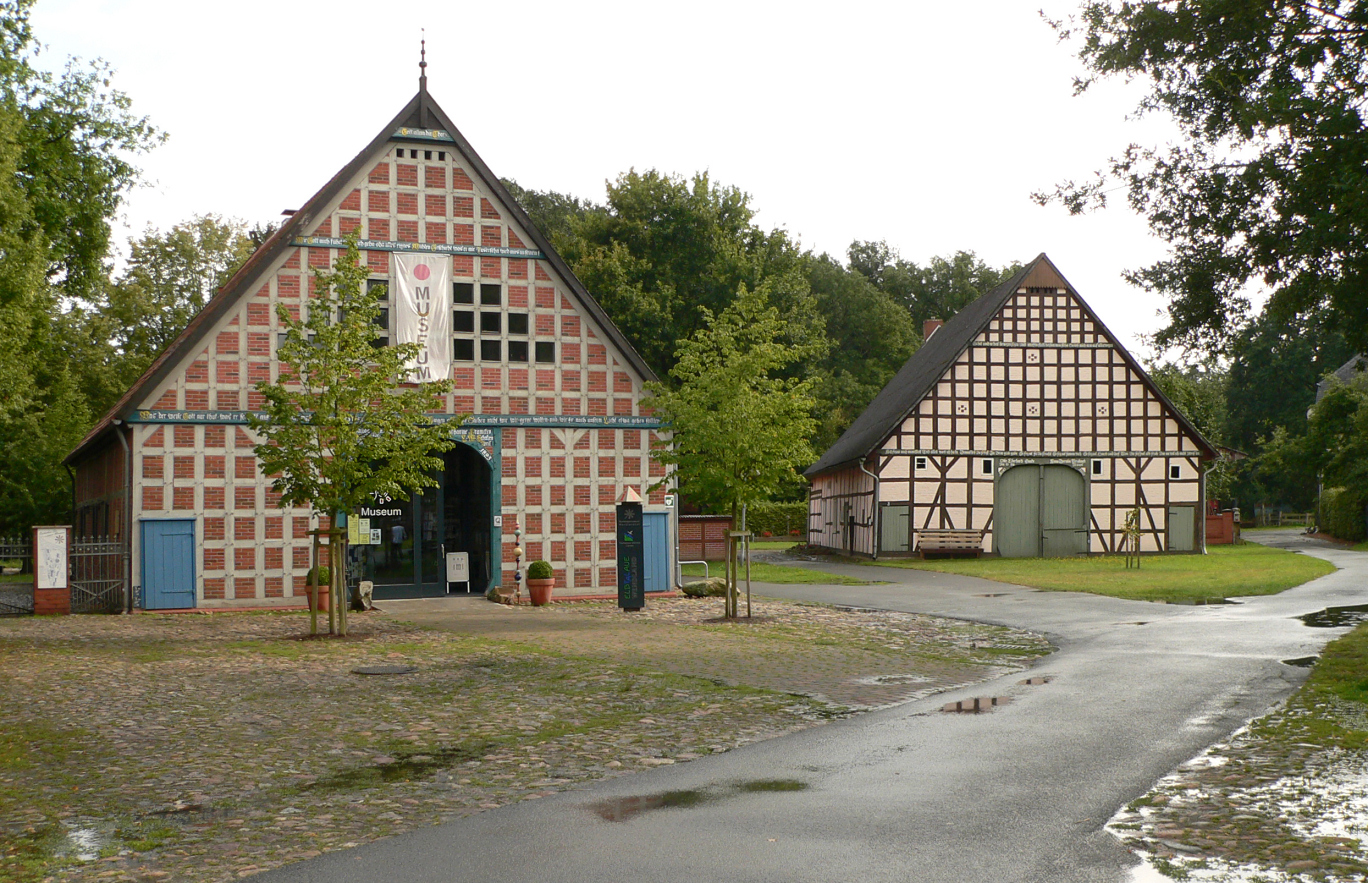
Rundlingsmuseum Wendlandhof in Lübeln

Im Jahre 1969 gründete sich der in Jameln ansässige Rundlingsverein  mit dem Ziel der Erhaltung von Rundlingen im Hannoverschen Wendland. Daraus ging das Rundlingsmuseum Wendlandhof in Lübeln hervor. Für sein Engagement wurde der Rundlingsverein
im Jahre 2015 mit dem Europa-Nostra-Preis ausgezeichnet.
Im Jahre 2014 veröffentlichte der Verein eine Bestandsaufnahme zu etwa 210 Dörfern mit einer Rundlingsgeschichte im Wendland. Als intakte Rundlinge klassifizierte er die oben genannten neun Dörfer, die vier Prozent ausmachen, und hielt 96 Rundlinge für erhaltenswert.

#### Bewerbung als Welterbestätte
Im Jahre 2012 nominierte das Bundesland Niedersachsen 15 prägnante Rundlingsdörfer im Hannoverschen Wendland als Kulturlandschaft für die deutsche Tentativliste bei zukünftigen UNESCO-Welterbeanträgen. Die Kultusministerkonferenz lehnte 2014 die Kandidatur hingegen ab.
Begründet wurde die Bewerbung damit, dass die Rundlingsdörfer eine Auswahl von prägnanten hochmittelalterlichen Kolonisationssiedlungen im Landkreis Lüchow-Dannenberg darstellen. Ihre Einzigartigkeit drücke sich durch das Zusammenspiel eines prägnanten Ortsgrundrisses, einer großen Dichte an giebelständig auf den zentralen Platz ausgerichteten niederdeutschen Hallenhäusern sowie einer regional spezifischen Ausprägung dieses Haustyps aus. Erfolgsaussichten bei der Kandidatur erhoffte sich das Land Niedersachsen dadurch, dass die Bewerbung auf die unterrepräsentierten Kategorien der Kulturlandschaften und der bäuerlichen Architektur innerhalb des Welterbes abzielte, ein Argument allerdings, das auch Initiatoren aus dem Alten Land und dem Artland zeitgleich in ihren Welterbe-Anträgen vortrugen. In allen drei Regionen soll die regionale Version des im größten Teil Niedersachsens verbreiteten Hallenhauses angemessen gewürdigt werden.
Nach der Ablehnung von 2014 stellte die Samtgemeinde Lüchow 2021 erneut einen Antrag bei der Niedersächsischen Landesregierung, mit dem sie sich wiederum um eine Aufnahme in die deutsche Tentativliste bewarb. Noch 2021 nominierte das Bundesland Niedersachsen die Siedlungslandschaft Rundlinge im Wendland mit 19 Rundlingsdörfern in einem 27 km² großen Landschaftsraum im Niederen Drawehn. Der Antrag wurde nicht in die deutsche Tentativliste 2023 und auch nicht in der Kategorie „Künftige Nominierungen“ aufgenommen.

#### Nachgeahmte Rundlinge
Im Jahre 1939 entstand westlich des Dorfes  Tramm als Scheindorf eine Kaserne mit Munitionsanstalt in Rundlingsbauweise, das in Neu Tramm benannt wurde. Es wurden sieben kreisförmig angeordnete Fachwerkhäuser errichtet, die aus der Luft gut sichtbar waren. Die Bauweise diente als Tarnung gegen eine Luftaufklärung. Weitere 74 militärische Gebäude befanden sich versteckt im Wald. Darin wurden ab 1944 V 1-Marschflugkörper montiert.
Eine weitere Anlage im Stil eines Rundlings ist das 1994 als Wellnesshotel errichtete Rundlingsdorf Sagasfeld bei Metzingen.

### Rundlinge außerhalb des Wendlandes
alphabetisch

#### Rundlinge in Brandenburg
Die Runddörfer in Brandenburg östlich der Elbe sind stark überformt und haben überwiegend bereits die Form von Sackgassendörfern angenommen. Der Zugang zum Dorfinneren ist dann geformt wie die Spitze eines Dorfangers, so dass sich für das Dorf eine Tränenform ergibt. Die Häuser stehen fast immer traufständig. Häufig wurden Kirchen auf der Mitte des Platzes errichtet. Die Dörfer wurden oft erst im 14. Jahrhundert erwähnt, während der klassische Rundling in der Zeit von 1150 bis 1250 erbaut wurde. Sie weichen also in vier wesentlichen Kennzeichen vom klassischen Rundling ab. Die größte Gemeinsamkeit besteht in der Sackgassenform. Die meisten dieser rundlingartigen Sackgassendöfer befinden sich in der Prignitz, einer dem Wendland benachbarten Landschaft. Beispiele:
- Buberow im Landkreis Oberhavel (ähnelt eher einem Sackgassendorf)
- Heiligengrabe-Jabel und Heiligengrabe-Glienicke im Landkreis Ostprignitz-Ruppin (beide ähneln eher einem Sackgassendorf)
- Klein Woltersdorf in der Gemeinde Groß Pankow im Landkreis Prignitz (ähnelt eher einem Sackgassendorf)
- Kuhblank im Landkreis Prignitz
- Läsikow in der Gemeinde Wusterhausen/Dosse im Landkreis Ostprignitz-Ruppin (ähnelt eher einem Sackgassendorf)
- Neuendorf in Potsdam (stark überformt)
- Paplitz im Landkreis Teltow-Fläming (stark überformt)
- Putlitz-Porep im Landkreis Prignitz
- Reesdorf im Landkreis Potsdam-Mittelmark
- Radeland im Landkreis Teltow-Fläming
- Schöneiche im Landkreis Teltow-Fläming
- Zehdenick-Wesendorf im Landkreis Oberhavel

#### Rundlinge in Mecklenburg-Vorpommern
Engel berichtete im Jahre 1936, dass „nur im Südwesten Mecklenburgs, d. h. in dem Teil des Landes mit langer nachweisbarer slawischer Bevölkerung, wirklich echte Rundlinge zu finden sind“ und benannte als solche die inzwischen stark überformten Dörfer Wöbbelin, Fahrbinde und Lehmkuhlen. In Mecklenburg-Vorpommern finden sich heute keine Rundlinge mehr.

#### Rundlinge in Niedersachsen
In Niedersachsen finden sich angrenzend an das Wendland mehr oder weniger stark überformte Rundlinge. Dieses sind im östlichen Landkreis Lüneburg Gifkendorf, Rosenthal (Bleckede), Walmsburg, Tosterglope, Ahndorf, Vindorf, Buendorf und Köstorf sowie im östlichen Landkreis Uelzen die Orte Bockholt, Groß Ellenberg, Katzien, Növenthien oder Kölau. Rundlinge sind weiter zu finden in den Wolfsburger Ortsteilen auf dem Vorsfelder Werder, wie Wendschott, Brackstedt, Rühen sowie in anderen Orten in der Nähe wie Barwedel und Velpke.

#### Rundlinge in Sachsen

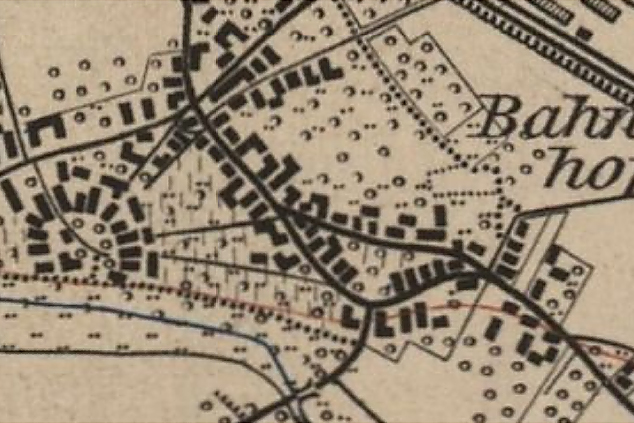
Dorfkern von Radebeul (links), Kartenausschnitt aus sächsischer Äquidistantenkarte von 1893

In Sachsen gilt der slawische Rundling zur Unterscheidung zum länglichen Angerdorf fränkisch-sächsischer Besiedlung.
- Beedeln in Seelitz (Landkreis Mittelsachsen)
- Blösa (sorbisch Brězow) in Kubschütz (Landkreis Bautzen)
- Bonnewitz in Pirna (Landkreis Sächsische Schweiz-Osterzgebirge)
- Borthen in Röhrsdorf
- Bosewitz in Röhrsdorf
- Burgstädtel in Röhrsdorf
- Coschütz in Dresden
- Cotta in Dresden
- Daube in Lohmen
- Döben in Grimma
- Dorna in Grimma
- Doberzeit in Lohmen
  - Dohna (Landkreis Sächsische Schweiz-Osterzgebirge): Borthen, Bosewitz, Burgstädtel, Gorknitz und Sürßen (alle im Ortsteil Röhrsdorf)
  - Dresden: Coschütz, Cotta, Luga (Großluga und Kleinluga), Merbitz, Mickten, Mockritz, Niedersedlitz, Prohlis, Rennersdorf, Rockau, Söbrigen und Sporbitz
- Gorknitz in Röhrsdorf
  - Grimma (Landkreis Leipzig): Döben und Dorna
- Grebehna (Landkreis Nordsachsen)
- Kunzwerda in Torgau (Landkreis Nordsachsen)
  - Lohmen (Landkreis Sächsische Schweiz-Osterzgebirge): Daube, Doberzeit und Uttewalde
- Luga in Dresden
- Mehren (Käbschütztal) im Landkreis Meißen
- Merbitz in Dresden
- Mickten in Dresden
- Mockritz in Dresden
- Mühlrose (obersorbisch Miłoraz) in Trebendorf im Landkreis Görlitz
- Niedersedlitz in Dresden
- Prohlis in Dresden
- Radebeul: Am Kreis (Alt-Radebeul) im Landkreis Meißen
- Rennersdorf in Dresden
- Rockau in Dresden
  - Röhrsdorf (zu Dohna): Borthen, Bosewitz, Burgstädtel, Gorknitz und Sürßen[22]
- Seegel, in Kitzen in Pegau (Landkreis Leipzig)
- Sobrigau in Kreischa (Landkreis Sächsische Schweiz-Osterzgebirge)
- Söbrigen in Dresden
- Sporbitz in Dresden
- Sürßen in Röhrsdorf
- Taschendorf (obersorbisch Ledźborecy) in Burkau (Landkreis Bautzen)
- Trado (obersorbisch Tradow) in Oßling (Landkreis Bautzen)
- Uttewalde in Lohmen
- Zitzschewig: Altzitzschewig im Landkreis Meißen

#### Rundlinge in Sachsen-Anhalt
- Berenbrock (Calvörde) im Landkreis Börde
- Winkelstedt (Kalbe/Milde) im Altmarkkreis Salzwedel
- Ferchels (Schollene) im Landkreis Stendal
- Nutha (Zerbst/Anhalt) im Landkreis Anhalt-Bitterfeld stark überformt zur viereckigen Form
- Storkau (Ortsteil von Reupzig) im Landkreis Anhalt-Bitterfeld

#### Rundlinge in Schleswig-Holstein
In Schleswig-Holstein bestanden schon 1960 keine Rundlinge mehr. Zu den nachgewiesenen Rundlingen des 13.–15. Jahrhunderts zählen beispielsweise Fitzen, Holstendorf, Lanze (Lauenburg) oder Talkau. Am ehesten ist die Siedlungsstruktur noch in Kankelau zu erkennen.

#### Rundlinge in Thüringen
In Thüringen gibt es zahlreiche Rundlinge zwischen der Ilm im Westen und der Weißen Elster im Osten sowie viele Dörfer zwischen Weimar und Jena.
Beispielhaft hierfür sind folgende Orte:
- Bobeck im Saale-Holzland-Kreis
- Großpürschütz im Saale-Holzland-Kreis
- Lützeroda, Stadtteil von Jena
- Mertendorf im Saale-Holzland-Kreis
- Münchenroda, Stadtteil von Jena
- Schellroda im Landkreis Weimarer Land
- Stobra (Bad Sulza) im Landkreis Weimarer Land
- Tiefengruben im Landkreis Weimarer Land

### Rundlinge in weiteren Ländern
Achtung! Die Abgrenzung von Rundling und Rundangerdorf ist verbesserungswürdig. Es besteht ein Widerspruch zur Einleitung: „Die Verbreitung des Rundlings beschränkt sich auf einen Streifen zwischen Ostsee und Erzgebirge …“

#### Rundlinge in Polen
- Brzeście in der Gemeinde Sławno (dt. Schlawe)
- Wszedzień (dt. Scheddin) in der Gemeinde Postomino (dt. Pustamin)

#### Rundlinge in Tschechien

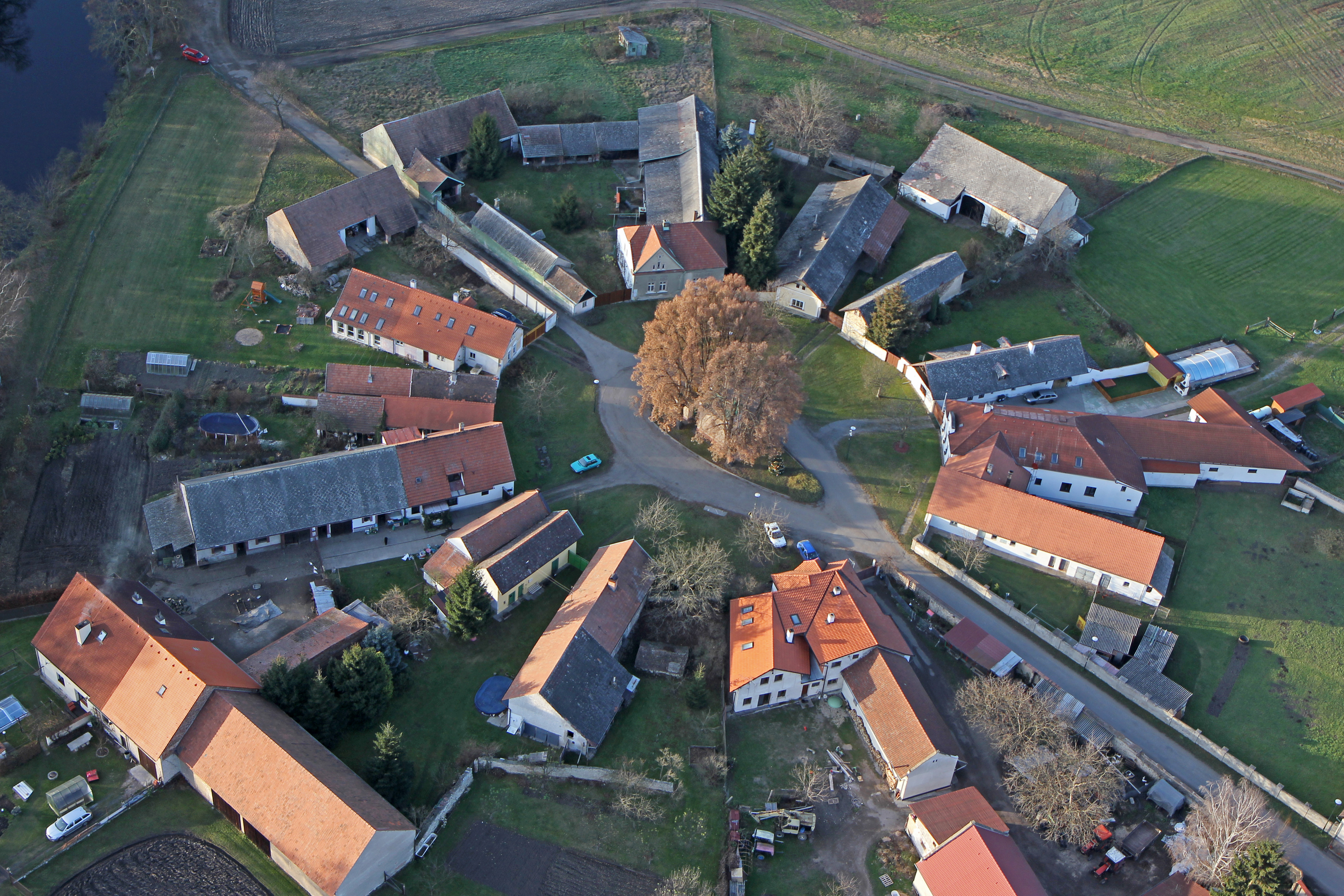
Rundlingsdorf Byšičky in Lysá nad Labem, Tschechien

- Byšičky, Ortsteil der Stadt Lysá nad Labem
- Lažánky
- Lideň, Ortsteil der Gemeinde Málkov u Chomutova
- Prostějovičky, Gemeinde im Bezirk Okres Prostějov
- Slatina pod Hazmburkem
- Suchdol (Křimov)
- Bukovany u Olomouce

#### Rundlinge in Österreich
- Zelting
- Sicheldorf

#### Rundlinge in Slowenien
- Noršinci pri Ljutomeru (Urschendorf) – halbkreisförmiger Rundling
- Babinci (Wagendorf) – halbkreisförmiger Rundling
- Žepovci (Schöpfendorf)